# Malocampa friburga
Malocampa friburga är en fjärilsart som beskrevs av William Schaus 1915. Malocampa friburga ingår i släktet Malocampa och familjen tandspinnare. Inga underarter finns listade i Catalogue of Life.